# الظلام (فلم)
الظلام (بالإنجليزية: The Darkness) هو فيلم رعب خارق للطبيعة أمريكي تم إنتاجه في سنة 2016. وهو من إخراج غريغ مكلين وبطولة كيفين بيكن ورادها ميتشيل وجنيفر موريسون ولوسي فراي وديفيد مازوز ومات والاش ومينغ نا ون وبول ريزر وباركر ماك. قصة الفيلم تتكلم عن عائلة تنتقل إلى غراند كانيون ويواجهون هناك ظواهر غير طبيعية مخيفة. لم يلقى الفيلم ترحيب واسع وحصل على تقييم 3% فقط في موقع الطماطم الفاسدة.

## وصلات خارجية
- مقالات تستعمل روابط فنية بلا صلة مع ويكي بيانات
- الظلام على قاعدة بيانات الأفلام على الإنترنت